# اروین تایس
اروین تایس (انگلیسی: Erwin Thijs؛ زادهٔ ۶ اوت ۱۹۷۰) دوچرخه‌سوار اهل بلژیک است.